# Одическая сила
Оди́ческая сила, од — гипотетическая витальная энергия или жизненная сила в работах учёного и философа XIX века Карла фон Райхенбаха. Названа в честь норвежского бога Одина.

## История
Фон Райхенбах исследовал воздействия различных веществ на человеческую нервную систему и предположил существование силы, тесно связанной с электричеством, магнетизмом и теплом. Он считал, что эта сила излучается почти всеми веществами, и к её воздействию различные люди по-разному восприимчивы. Он назвал свою виталистическую концепцию одической силой. Её сторонники говорят, что одической силой пронизаны все растения, животные и люди.
Те, кто верят в одическую силу, говорят, что она видима в полной темноте как цветная аура, окружающая живые существа, кристаллы и магниты, но чтобы её увидеть, сначала необходимо много часов провести в полной темноте, и кроме того, не все имеют способность увидеть её. Они также говорят, что одическая сила имеет сходство с восточными концепциями праны и ци. Однако они считают одическую силу связанной не с дыханием (как прана или ци), а скорее с биологическими электромагнитными полями.
Фон Райхенбах не связывал одическую силу с другими теориями витализма. Он изложил свою концепцию в деталях в статье «Исследования магнетизма, электричества, тепла и света в их связи с витальными силами», которая появилась в специальном выпуске научного журнала Annalen der Chemie und Physik. В статье фон Райхенбах указал, что, во-первых, одическая сила имеет позитивный и негативный поток, а также светлую и тёмную стороны; во-вторых, индивидуумы могут намеренно и действенно её излучать особенно из рук, рта и лба; и в-третьих, одическая сила имеет много возможностей для использования.
Одической силой пытались объяснить феномен гипноза. В Великобритании этой точке зрения был дан импульс после перевода статьи Райхенбаха профессором химии Эдинбургского университета. Эти исследования имели целью показать единую природу одической силы и магнетизма, описанного Францем Месмером, а до Месмера — Сведенборгом.

## Научная основа
Фон Райхенбах надеялся разработать научное доказательство наличия универсальной жизненной силы, однако его эксперименты основывались не на научных методах, а на отчётах сверхчувствительных индивидуумов о своих ощущениях и восприятиях. «Сенситивы», молодые женщины, нанятые из низших социальных слоев, работали в полной или почти полной темноте и были предшественниками спиритуалистов и медиумов, которые появились по всей Европе 10 лет спустя в 1850-х годах.
Одическая сила не получила научного подтверждения, и вера в неё сохраняется лишь среди последователей мистических учений как одна из многих теорий духовных энергий, связанных с живыми существами. Одическая сила часто упоминалась в европейских книгах по лозоходству, как, например, в «Откройте силу маятника» Карла Шписбергера.